# Campionati statunitensi di sci alpino 2010
I Campionati statunitensi di sci alpino 2010 si sono svolti ad Aspen il 27 febbraio e a Lake Placid dal 20 al 23 marzo. Il programma ha incluso gare di discesa libera, supergigante, slalom gigante, slalom speciale e combinata, tutte sia maschili sia femminili.
Trattandosi di competizioni valide anche ai fini del punteggio FIS, vi hanno partecipato anche sciatori di altre federazioni, senza che questo consentisse loro di concorrere al titolo nazionale statunitense.

## Risultati

### Uomini

#### Discesa libera
| Pos. | Atleta               | Nazione     | Tempo   |
| ---- | -------------------- | ----------- | ------- |
| 1    | Travis Ganong        | Stati Uniti | 1:35,67 |
| 2    | Steven Nyman         | Stati Uniti | 1:35,71 |
| 3    | Jan Hudec            | Canada      | 1:35,81 |
| 4    | Will Brandenburg     | Stati Uniti | 1:36,40 |
| 5    | Christopher Beckmann | Stati Uniti | 1:36,54 |
| 6    | Benjamin Thomsen     | Canada      | 1:36,59 |
| 7    | Tyler Nella          | Canada      | 1:36,86 |
| 8    | Dustin Cook          | Canada      | 1:37,02 |
| 9    | Scott Macartney      | Stati Uniti | 1:37,10 |
| 10   | Travis Dawson        | Canada      | 1:37,23 |

Data: 27 febbraio

Località: Aspen

#### Supergigante
| Pos. | Atleta              | Nazione     | Tempo   |
| ---- | ------------------- | ----------- | ------- |
| 1    | Travis Ganong       | Stati Uniti | 1:05,34 |
| 2    | Will Brandenburg    | Stati Uniti | 1:06,20 |
| 3    | Warner Nickerson    | Stati Uniti | 1:06,42 |
| 4    | Tim Jitloff         | Stati Uniti | 1:06,44 |
| 5    | Tommy Ford          | Stati Uniti | 1:06,73 |
| 6    | Ryan Cochran-Siegle | Stati Uniti | 1:06,74 |
| 7    | Will Gregorak       | Stati Uniti | 1:06,87 |
| 8    | Chris Frank         | Stati Uniti | 1:06,96 |
| 9    | Ted Ligety          | Stati Uniti | 1:06,99 |
| 10   | Joe Swensson        | Stati Uniti | 1:07,15 |

Data: 20 marzo

Località: Lake Placid

#### Slalom gigante
| Pos. | Atleta               | Nazione     | Tempo   |
| ---- | -------------------- | ----------- | ------- |
| 1    | Tommy Ford           | Stati Uniti | 2:09,14 |
| 2    | Warner Nickerson     | Stati Uniti | 2:09,93 |
| 3    | Chris Frank          | Stati Uniti | 2:10,74 |
| 4    | David Donaldson      | Canada      | 2:11,14 |
| 5    | Dane Spencer         | Stati Uniti | 2:11,35 |
| 6    | Jon Olsson           | Svezia      | 2:11,77 |
| 7    | Leif Kristian Haugen | Norvegia    | 2:11,78 |
| 8    | Gabriel Rivas        | Francia     | 2:12,64 |
| 9    | Nolan Kasper         | Stati Uniti | 2:12,67 |
| 10   | Robby Kelley         | Stati Uniti | 2:12,96 |

Data: 22 marzo

Località: Lake Placid

#### Slalom speciale
| Pos. | Atleta               | Nazione     | Tempo   |
| ---- | -------------------- | ----------- | ------- |
| 1    | Tommy Ford           | Stati Uniti | 2:02,17 |
| 2    | David Chodounsky     | Stati Uniti | 2:02,94 |
| 3    | Nolan Kasper         | Stati Uniti | 2:03,35 |
| 4    | Leif Kristian Haugen | Norvegia    | 2:03,94 |
| 5    | Chris Frank          | Stati Uniti | 2:04,94 |
| 6    | David Donaldson      | Canada      | 2:05,21 |
| 7    | Ted Ligety           | Stati Uniti | 2:05,31 |
| 8    | Warner Nickerson     | Stati Uniti | 2:06,36 |
| 9    | Adam Cole            | Stati Uniti | 2:06,90 |
| 10   | Colby Granstrom      | Stati Uniti | 2:07,05 |

Data: 21 marzo

Località: Lake Placid

#### Combinata
| Pos. | Atleta     | Nazione     |
| ---- | ---------- | ----------- |
| 1    | Tommy Ford | Stati Uniti |
| 2    | ?          | ?           |
| 3    | ?          | ?           |

### Donne

#### Discesa libera
| Pos. | Atleta             | Nazione     | Tempo   |
| ---- | ------------------ | ----------- | ------- |
| 1    | Leanne Smith       | Stati Uniti | 1:38,25 |
| 2    | Stacey Cook        | Stati Uniti | 1:38,54 |
| 3    | Laurenne Ross      | Stati Uniti | 1:38,73 |
| 4    | Alice McKennis     | Stati Uniti | 1:39,11 |
| 5    | Chelsea Marshall   | Stati Uniti | 1:39,59 |
| 6    | Georgia Simmerling | Canada      | 1:39,89 |
| 7    | Julia Ford         | Stati Uniti | 1:40,59 |
| 8    | Keely Kelleher     | Stati Uniti | 1:40,71 |
| 9    | Anna Marno         | Stati Uniti | 1:40,91 |
| 10   | Victoria Stevens   | Canada      | 1:41,11 |

Data: 27 febbraio

Località: Aspen

#### Supergigante
| Pos. | Atleta           | Nazione     | Tempo   |
| ---- | ---------------- | ----------- | ------- |
| 1    | Keely Kelleher   | Stati Uniti | 1:06,31 |
| 2    | Chelsea Marshall | Stati Uniti | 1:06,67 |
| 3    | Laurenne Ross    | Stati Uniti | 1:06,70 |
| 4    | Katie Hitchcock  | Stati Uniti | 1:06,85 |
| 5    | Megan McJames    | Stati Uniti | 1:06,93 |
| 6    | Stacey Cook      | Stati Uniti | 1:06,94 |
| 7    | Alice McKennis   | Stati Uniti | 1:07,01 |
| 8    | Leanne Smith     | Stati Uniti | 1:07,21 |
| 9    | Madison Irwin    | Canada      | 1:07,79 |
| 10   | Felicia Byers    | Stati Uniti | 1:07,98 |

Data: 20 marzo

Località: Lake Placid

#### Slalom gigante
| Pos. | Atleta            | Nazione     | Tempo   |
| ---- | ----------------- | ----------- | ------- |
| 1    | Julia Mancuso     | Stati Uniti | 2:07,52 |
| 2    | Laurenne Ross     | Stati Uniti | 2:08,11 |
| 3    | Malin Hemmingsson | Svezia      | 2:08,25 |
| 4    | Leanne Smith      | Stati Uniti | 2:08,98 |
| 5    | Megan McJames     | Stati Uniti | 2:09,17 |
| 6    | Jessica Kelley    | Stati Uniti | 2:09,27 |
| 7    | Kristen Mielke    | Stati Uniti | 2:10,06 |
| 8    | Stacey Cook       | Stati Uniti | 2:10,10 |
| 9    | Erin Mielzynski   | Canada      | 2:10,95 |
| 10   | Erika Ghent       | Stati Uniti | 2:11,25 |

Data: 23 marzo

Località: Lake Placid

#### Slalom speciale
| Pos. | Atleta            | Nazione     | Tempo   |
| ---- | ----------------- | ----------- | ------- |
| 1    | Sarah Schleper    | Stati Uniti | 2:03,67 |
| 2    | Erin Mielzynski   | Canada      | 2:03,80 |
| 3    | Hailey Duke       | Stati Uniti | 2:04,85 |
| 4    | Megan McJames     | Stati Uniti | 2:04,92 |
| 5    | Malin Hemmingsson | Svezia      | 2:04,97 |
| 6    | Madison Irwin     | Canada      | 2:05,25 |
| 7    | Ève Routhier      | Canada      | 2:05,40 |
| 8    | Laurenne Ross     | Stati Uniti | 2:05,47 |
| 9    | Julia Ford        | Stati Uniti | 2:05,56 |
| 10   | Katie Hitchcock   | Stati Uniti | 2:05,60 |

Data: 21 marzo

Località: Lake Placid

#### Combinata
| Pos. | Atleta        | Nazione     |
| ---- | ------------- | ----------- |
| 1    | Megan McJames | Stati Uniti |
| 2    | ?             | ?           |
| 3    | ?             | ?           |